# Friedrich Klopfleisch
Friedrich Klopfleisch (né le 12 août 1831 à Heusdorf près d'Apolda; † 30 mai 1898 à Iéna) est un archéologue et historien de l'art allemand, qui enseigna à l'Université d'Iéna. Pionnier des recherches préhistoriques en Thuringe et Saxe-Anhalt, il a fondé le musée de préhistoire germanique de l'université pour y exposer les vestiges qu'il avait recueillis.

## Carrière académique
Fils de pasteur, Friedrich Klopfleisch fréquenta l'école élémentaire d'Iéna (à partir de 1840-46) puis le lycée de Weimar (1847-51). Il étudia d'abord la Médecine et les Sciences naturelles (1852-54), puis l'Esthétique, l'archéologie, la pédagogie et la philosophie à Iéna et Munich. Il soutient sa thèse de doctorat, consacrée aux « événements significatifs du développement de l'art allemand », à l'université d'Iéna (1856), et passe son habilitation en histoire de l'art (1859). Poussé par sa passion pour l'archéologie, il double ses cours d'histoire de l'art et de mythologie germanique d'excursions archéologiques et de chantiers archéologiques : c'est ainsi qu'Iéna devint l'une des premières universités allemandes où l'on enseigna la préhistoire.
En 1862, Klopfleisch épousa la sœur d'un de ses professeurs spécialiste de l'Antiquité, Hélène Selma Stark (1838–1887), qui lui donna quatre filles. Le 24 octobre 1863, le Grand-duché de Saxe-Weimar accepta de prendre en charge sa collection de vestiges archéologiques et d'objets anciens pour en faire le noyau des collections d'un nouveau musée, le Musée d'histoire germanique d'Iéna, placé sous la tutelle de l'université d'Iéna. Klopfleisch se vit attribuer les fonctions de conservateur honoraire.
D'emblée, ce musée fut associé aux recherches et à l'enseignement de l'université. Klopfleisch organisa des expositions accompagnée d'« explications (et de présentations) des antiquités de la préhistoire germanique présentes dans les collections du musée d'Iéna ». Suivirent des excursions archéologiques dans la région d'Iéna, et la découverte de monuments aussi bien historiques que préhistoriques, souvent associés à des chantiers de fouille.
Le 14 octobre 1875, Klopfleisch fut titularisé comme Professeur d'histoire de l'art, mais ce n'est qu'en 1878 que l'université le rémunéra en tant que conservateur du musée. À partir du semestre d'hiver 1894-95, ses expositions furent consacrées exclusivement à la préhistoire et à l'histoire ancienne. La maladie l'obligea à se démettre de ses fonctions de professeur et de conservateur de musée en 1896. En reconnaissance de ses recherches, il reçut le titre de Conseiller d’État honoraire. Le 30 mai 1898, c'est un Friedrich Klopfleisch pratiquement aveugle qui mourait à Iéna.

## Apports à l'archéologie et à l'histoire de l'art

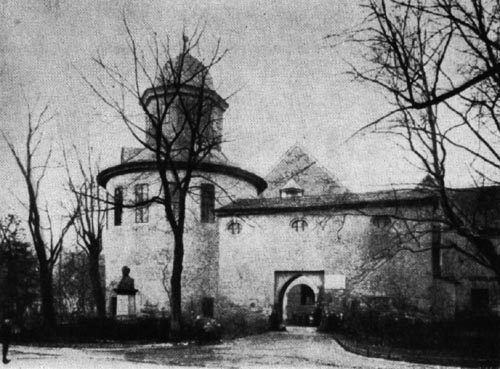
Le Musée de préhistoire germanique dans le donjon du château d'Iéna (1863–1904)

Si, dès sa thèse d'habilitation de 1859, mais surtout après 1866, Klopfleisch avait renouvelé l'histoire de l'art européen avec ses études sur les monuments et les œuvres d'art de Thuringe, il ne parvint pas à imposer ses idées avant 1884 : ce n'est qu'à ce moment que le gouvernement de Thuringe lui octroya un poste, dont il ne profita pourtant pas longtemps, à cause d'une hémorragie cérébrale qui l'obligea à démissionner. Ce corpus sur l'art en Thuringe ne sera finalement compilé et publié que sous les auspices de Paul Lehfeldt (de).
Mais son œuvre en histoire ancienne et en préhistoire, à laquelle il s'est consacré de plus en plus, est beaucoup plus révolutionnaire. D'après les Actes du musée germanique d'Iéna, sur près de 30 ans (de 1856 à 1894), il a examiné 80 sites et ouvert 150 chantiers de fouilles, le plus souvent autour d'Iéna et de Weimar, mais parfois aussi ailleurs en Thuringe et dans certaines régions de Saxe-Anhalt (alors appelée Saxe prussienne), de Saxe et de Bavière. Ses recherches les plus importantes sont celles menées sur l’oppidum de Jenzig (de) (1856) ; sur le grand tumulus du Palmberg dans les environs de Vippachedelhausen (1858) ; sur le tumulus de la ripisylve de Borsch (1869), où on a extrait la première aiguière en bronze authentiquement celtique ; sur le site paléolithique de Taubach dans la région de Weimar (1870) et le tumulus de la Culture d'Unétice à Leubingen (de) (1877).
Le grand mérite de Klopfleisch est d'avoir, l'un des premiers, reconnu les vestiges de céramique comme « les indices les plus significatifs » pour la datation des sites antiques et préhistoriques. Dans plusieurs articles postérieurs à 1880 (surtout « Tumulus de Leubingen, Sömmerda et Nienstädt. Suivi de : Introduction générale. Caractéristiques et chronologie des céramiques d'Allemagne centrale », 1883), il forme les concepts de « Culture rubanée » et de « Culture de la céramique cordée », deux des principales cultures néolithiques d’Europe centrale, en s'efforçant d'en déterminer les traits distinctifs.
Parmi les étudiants de Klopfleisch, on trouve le médecin Ludwig Pfeiffer et le conservateur du Musée préhistorique de Weimar Armin Möller (de), qui se sont particulièrement consacrés aux fouilles archéologiques autour de Weimar, ainsi que Gustav Eichhorn, qui prit la succession de Klopfleisch à l'université d'Iéna ; mais le plus illustre d'entre eux est certainement Alfred Götze (de), qui soutint en 1890 une des premières thèses consacrées à la Préhistoire : « Les récipients et l'ornementation de la céramique cordée néolithique dans la vallée de la Saale », sous la direction de Klopfleisch.
« Un jour que [l'illustre] Knopfleisch, à la recherche d'antiquités diluviales, effectuait plein d'ardeur des fouilles avec ses étudiants dans les environs de Lichtenhain, il tomba sur une urne ancienne, contenant une courte pipe à tabac portant la dédicace suivante : C. Jul. Cäsar s. l. Knopfleisch z. fr. Er. Jena S.S. 46 a. Chr. n. Déçu mais serein, il confia alors à ses auditeurs : C'est une mauvaise plaisanterie ; mais elle ne me détournera pas de mon but, le vrai chercheur s'appuie sur ses propres convictions. Et il se remit au travail. »
— Arthur Barth (de), Meine Universitätszeit (1931)